# Branislav Stankovič
Branislav Stanković (ur. 30 maja 1965 w Pieszczanach) – słowacki tenisista, reprezentant w Pucharze Davisa.

## Kariera tenisowa
Zawodowym tenisistą był w latach 1987–1995.
Jest zwycięzcą 1 turnieju rangi ATP World Tour w grze podwójnej, a także 6–krotnym triumfatorem zawodów rangi ATP Challenger Tour również w deblu.
Stanković w roku 1994 reprezentował Słowację w Pucharze Davisa. Zagrał w 5 meczach gry podwójnej i wszystkie wygrał.
W rankingu gry pojedynczej najwyżej był na 86. miejscu (28 grudnia 1987), a w klasyfikacji gry podwójnej na 126. pozycji (29 lipca 1991).

### Finały w turniejach ATP World Tour
| Legenda                                      |
| -------------------------------------------- |
| Wielki Szlem                                 |
| Igrzyska olimpijskie                         |
| Tennis Masters Cup / ATP Finals              |
| ATP Masters Series / ATP Tour Masters 1000   |
| ATP International Series Gold / ATP Tour 500 |
| ATP International Series / ATP Tour 250      |

#### Gra podwójna (1–0)
| Końcowy wynik | Nr | Data             | Turniej | Nawierzchnia | Partner       | Przeciwnicy                | Wynik finału |
| ------------- | -- | ---------------- | ------- | ------------ | ------------- | -------------------------- | ------------ |
| Zwycięzca     | 1. | 16 sierpnia 1992 | Praga   | Ceglana      | Karel Nováček | Jonas Björkman Jon Ireland | 7:5, 6:1     |